# Frances Spence

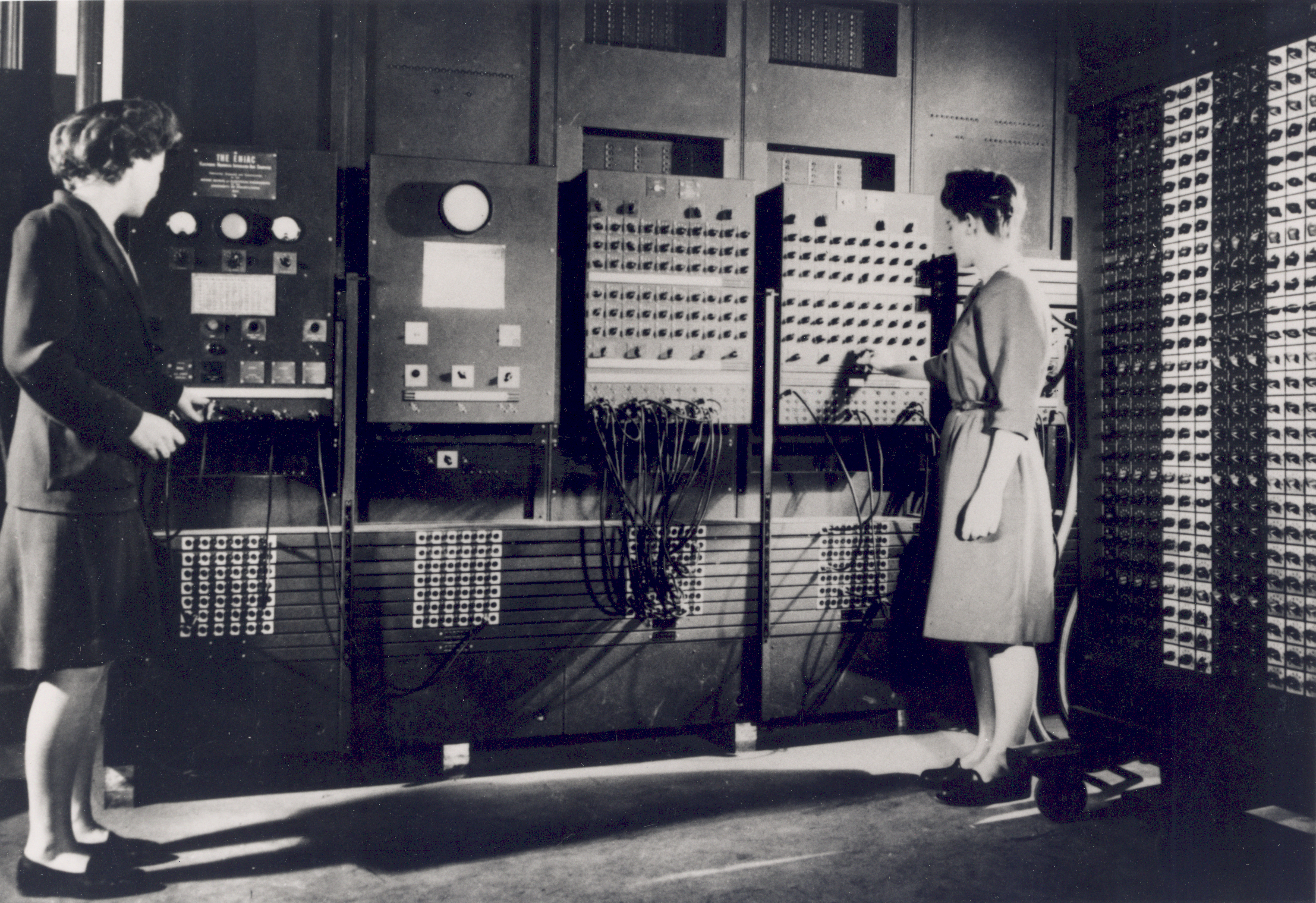
Die Programmiererinnen Betty Jean Jennings (links) und Frances Bilas Spence (rechts) bedienen das Hauptschaltpult des Computers ENIAC.

Frances Spence (geborene Frances Bilas; * 2. März 1922 in Philadelphia, Pennsylvania; † 18. Juli 2012) war eine der ersten Programmiererinnen für den Electronic Numerical Integrator and Computer (ENIAC), den ersten universell einsetzbaren elektronischen Digitalrechner, der ab 1942 entwickelt wurde. 

## Beruflicher Werdegang
Frances Spence besuchte zunächst die Temple University, erhielt aber dann ein Stipendium für das Chestnut Hill College. Sie schloss ihr Studium mit dem Hauptfach Mathematik und dem Nebenfach Physik 1942 ab. Noch in Chestnut Hill traf sie auf Kathleen McNulty, die später ebenfalls zum Programmierteam für den ENIAC gehörte. Obwohl sie zum Hauptprogrammierteam für den ENIAC gehörte, wurde sowohl ihre als auch die Bedeutung der anderen weiblichen Teammitglieder auf Grund des Vorurteils heruntergespielt, dass Frauen keine besonders gute Beziehung zur Technik besäßen. McNulty und Spence begannen ihre Tätigkeit bei der Moore School of Engineering, wo sie für die Berechnung ballistischer Flugbahnen zuständig waren. Beide wurden dort für das erste Programmierteam des ENIAC ausgewählt, das diese Aufgaben auf den Computer übertragen sollte.
1947 heiratete sie den Elektroingenieur Homer Spence, der zunächst für die US Army auf der Aberdeen Proving Ground tätig war. Er war ebenfalls zum ENIAC-Projekt hinzugestoßen und wurde später Leiter der Berechnungsabteilung. Kurz nach der Hochzeit gab Frances Spence ihre Berufstätigkeit auf, um mit ihrem Mann eine Familie zu gründen. 
1997 wurde sie zusammen mit den anderen Mitarbeiterinnen des ersten Programmierteams für den ENIAC durch den Verband Women in Technology International als Mitglied in die WITI Hall of Fame aufgenommen.

## Belege
1. ↑  genealogybank: Frances B. Spence (Memento vom 3. Dezember 2013 im Internet Archive), abgerufen am 5. Februar 2016
2. ↑  W.B. Fritz: The women of ENIAC. In: W. BARKLEY FRITZ (Hrsg.): IEEE Annals of the History of Computing. Band 18, Nr. 3, 1996, S. 13–28, doi:10.1109/85.511940 (ieee.org [abgerufen am 13. Februar 2024]).
3. ↑  Frances Spence. 25. Januar 2016, abgerufen am 13. Februar 2024.

| Personendaten    | Personendaten                                        |
| ---------------- | ---------------------------------------------------- |
| NAME             | Spence, Frances                                      |
| ALTERNATIVNAMEN  | Bilas, Frances (Geburtsname)                         |
| KURZBESCHREIBUNG | US-amerikanische Programmiererin des Computers ENIAC |
| GEBURTSDATUM     | 2. März 1922                                         |
| GEBURTSORT       | Philadelphia, Pennsylvania                           |
| STERBEDATUM      | 18. Juli 2012                                        |